# Pycreus spissiflorus
Pycreus spissiflorus är en halvgräsart som beskrevs av Charles Baron Clarke. Pycreus spissiflorus ingår i släktet Pycreus och familjen halvgräs. Inga underarter finns listade i Catalogue of Life.